# Homme de Cashel
Pour les articles homonymes, voir Cashel.
L'Homme de Cashel est un inconnu dont le corps momifié a été découvert en 2011 dans la tourbière de Cúl na Móna, près de Cashel, dans le comté de Laois, en Irlande. Il s'agit du corps d'un jeune homme dont l'âge est estimé entre 20 et 25 ans. Il vivait vers 2000 av. J.-C., au début de l'Âge du bronze, ce qui fait de cet homme des tourbières le plus ancien corps momifié dans un marais connu en Europe.

## Découverte
Le corps a été découvert dans l'après-midi du 10 août 2011 par Jason Phelan, un employé de la compagnie irlandaise Bord na Móna, qui assurait des services d'électrification. Alors qu'il travaillait dans un champ avec un engin de fraisage, sa machine heurta le corps momifié de l'homme et détruisit partiellement sa tête et l'une de ses mains.
Lors de sa découverte, le corps se trouvait au milieu de la tourbière, sous 2 mètres de tourbe. Le corps était nu, tourné vers la droite et les jambes fléchies. La tête était orientée au sud, les jambes au nord. Bien que l'engin de fraisage ait broyé la tête, le cou et le bras gauche, les archéologues ont pu retrouver quelques morceaux épars de ces parties, dont la mandibule, des dents, des côtes, une clavicule, des vertèbres et même de la peau et des cheveux.

## Datation
Le corps avait été déposé à la surface de la tourbe et son emplacement était délimité par deux verges de noisetier. La datation au carbone 14 a porté sur ces éléments et sur le corps. Les verges ont été datées entre 2033 et 1888 av. J.-C., avec une marge de plus ou moins 30 ans. Le corps lui-même a été daté entre 2141 et 1960 av. J.-C., avec la même marge d'erreur. Cela situe la mort de l'individu au début de l'Âge du bronze.

## Interprétation
La question de savoir si le jeune homme a été la victime d'un sacrifice humain de type rituel s'est posée et les premières recherches tendaient à privilégier cette piste. Certes, les zones vitales du corps, comme la tête ou le cou, ne pouvaient être explorées car elles avaient été broyées au moment de la découverte du corps. D'autres blessures, que l'on a primitivement considérées comme ayant été faites avec une hache, ont été identifiées dans le bas du dos et sur un bras. Des analyses ultérieures ont toutefois déterminé que ces blessures avaient aussi été provoquées par l'engin de fraisage.
Il n'est pourtant pas possible exclure l'hypothèse d'un rituel de royauté. Ce type de rituels est attesté dans la région, bien que ce soit à une période postérieure. Ainsi, l'Homme de Croghan a été découvert dans une tourbière située à la frontière du territoire de Tuath Cruachan, surplomblée par la colline de Croghan qui était un lieu où étaient institués les rois d'Offaly (les Uí Failge). Le lieu de dépôt du corps de l'Homme de Cashel semble répondre aux mêmes règles : il reposait dans une tourbière à la frontière d'un territoire appelé le Fearann Ua Leathlobhair, que surplombait la colline de Crosy Duff (Cros Dubh), lieu où étaient institués les rois de Laois.

### L'hypothèse du roi
Un documentaire de la BBC diffusé en 2013 laisse entendre que cet homme était roi du Laois. Eamonn Kelly, conservateur des Antiquités irlandaises, déclare au sujet de l'homme de Cashel :

« Quand un roi irlandais est intronisé, c'est à l'occasion d'un mariage avec la déesse locale. Par ce mariage, le rôle du roi est d'assurer à son peuple et à ses troupeaux d'être protégés des maladies. […] Si une calamité survient, le roi sera tenu personnellement responsable. Il sera remplacé, il paiera le prix, il sera sacrifié. »

Bien que la poitrine de l'Homme de Cashel ait été détruite au moment de sa découverte, Eamonn Kelly suggère que, à l'instar d'au moins deux autres momies trouvées en Irlande, les mamelons avaient été ôtés des seins. Un roi ne pouvait le rester avec un corps mutilé. « Dans la tradition irlandaise, ils ne pouvaient continuer à servir comme roi si leur corps était mutilé de la sorte », ajoute Kelly.